# Stratone aurantia
Stratone aurantia là một loài bọ cánh cứng trong họ Cerambycidae.